# Cremastus convergens
Cremastus convergens är en stekelart som beskrevs av Dasch 1979. Cremastus convergens ingår i släktet Cremastus och familjen brokparasitsteklar. Inga underarter finns listade i Catalogue of Life.